# Chullpani (Cochabamba)
Chullpani (aymara) är ett berg i Bolivia.   Det ligger i departementet Cochabamba, i den centrala delen av landet, 210 km norr om huvudstaden Sucre. Toppen på Chullpani är 2 985 meter över havet.
Terrängen runt Chullpani är kuperad åt sydost, men åt nordväst är den bergig. Trakten är glest befolkad. Närmaste större samhälle är Colomi, 17,5 km söder om Chullpani.